# Острів Надії (Норвегія)
О́стрів Наді́ї (норв. Hopen) розташований у південно-східній частині архіпелагу Свальбард (Норвегія), приблизно за 100 км від острова Шпіцберген. Острів Надії не більше ніж 2,5 км завширшки й 37 км завдовжки; найвищою точкою є Гора Іверсена (370 м).
На Острові Надії діє метеостанція Норвезького метеорологічного інституту, на якій працює чотири особи. Для забезпечення добробуту на острові є три будинки.
Острів Надії вільний від льоду з липня по жовтень і не має захищеної затоки для порту. Середньорічна температура −6,4°С, а погода часто тумано-дощова. Середньорічна кількість опадів становить 476 мм.

## Історія
- 1596: острів відкрив влітку 1596 р. Ян Корнелісз Рієп під час Баренцоевої експедиції в пошуках північно-східного проходу.
- 1613: острів назвав англійський дослідник Томас Мармадук з Халля за назвою своєї колишньої команди «Гоупвел» (англ. Hopewell).
- 1869: Еміль Бессель досяг острова на пароплаві «Albert» і вперше визначив точну позицію острова.
- 1898: експедиція принца Альберта з Монако.
- 1908/1909: перша зимівля з шести норвезьких мисливців.
- 1920: згідно з Шпіцбергенським трактатом Острів Надії належить Свальбарду, а значить і Норвегії.
- 1947: за 9 км на північ від мису облаштовується прибережна станція, магнітометр і метеостанція, керована Норвегією з 1947 р. Постачання здійснюється кораблем і вертольотом зі Шпіцбергена. До місця зупинки човна від станції веде вузькоколійка завдовжки 300 м.
- 2003 рік: острів оголошено Норвегією природним заповідником, щоб запобігти формуванню бази можливого нафтогазового проєкту в Баренцовому морі.
- 2014: острів ідентифікується компанією BirdLife International як важливий район птахів.

## Геологія
Виявлені породи повністю осадові, в основному це пісковики, алеврити й глинисті сланці, з рідкісними вапняковими, залізистими та вуглистими шарами. Місцевими структурними одиницями є сланцева формація Flatsalen і пісковикова формація Lyngefjellet. За заляганнями амонітів, мушель двостулкових, заврійських (Sauria) і рослинних мегафосілій і 30 паліноморфів порода коливаються у віці від можливого пізнього карнійського, через норійський, ретський яруси і, можливо, в ранній юрський період. Ретська флора добре визначена палінологічно — є першим чітким свідченням порід цього віку в Свальбарді. Архіпелаг Свальбард мав палеошироту приблизно 55–65° N у пізньому тріасі. Дослідження проведені на Острові Надії вказують, що бенетити були важливими торфотвірними рослинами середньо-високих широт європейського пізнього тріасу. Флора низької різноманітності, дефіцит великих деревних компонентів, наявність аеробних грибків та слідів членистоногих та помірна деградація торф'яної матриці вказують на те, що торф розвинувся з рослинності низького росту (розмір чагарника) у добре газованій торфотвірній екосистемі.

## Природа
Значна кількість білих ведмедів перебуває на острові взимку. Ще одним наземними ссавцем є песець. Острів був визначений важливим для птахів. Він підтримує популяції мартина трипалого, чистика чорного, кайри товстодзьобої.
Флора досить розріджена і складається переважно з лишайників та мохів. Із покритонасінних відомі: Draba micropetala й Papaver dahlianum, Alopecurus ovatus, Deschampsia alpina, Puccinellia angustata.

## Галерея

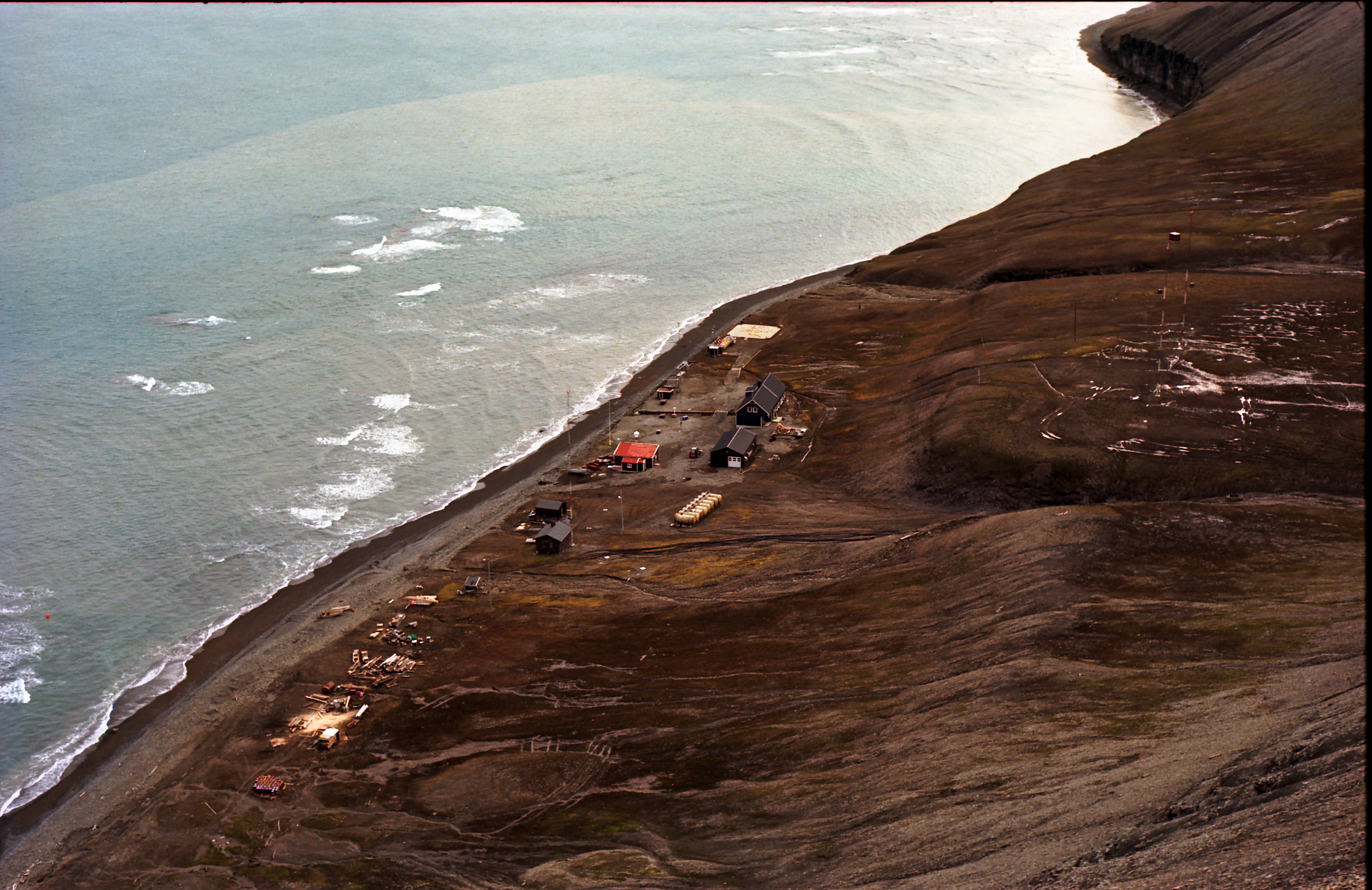
Метеостанція, вид із півночі
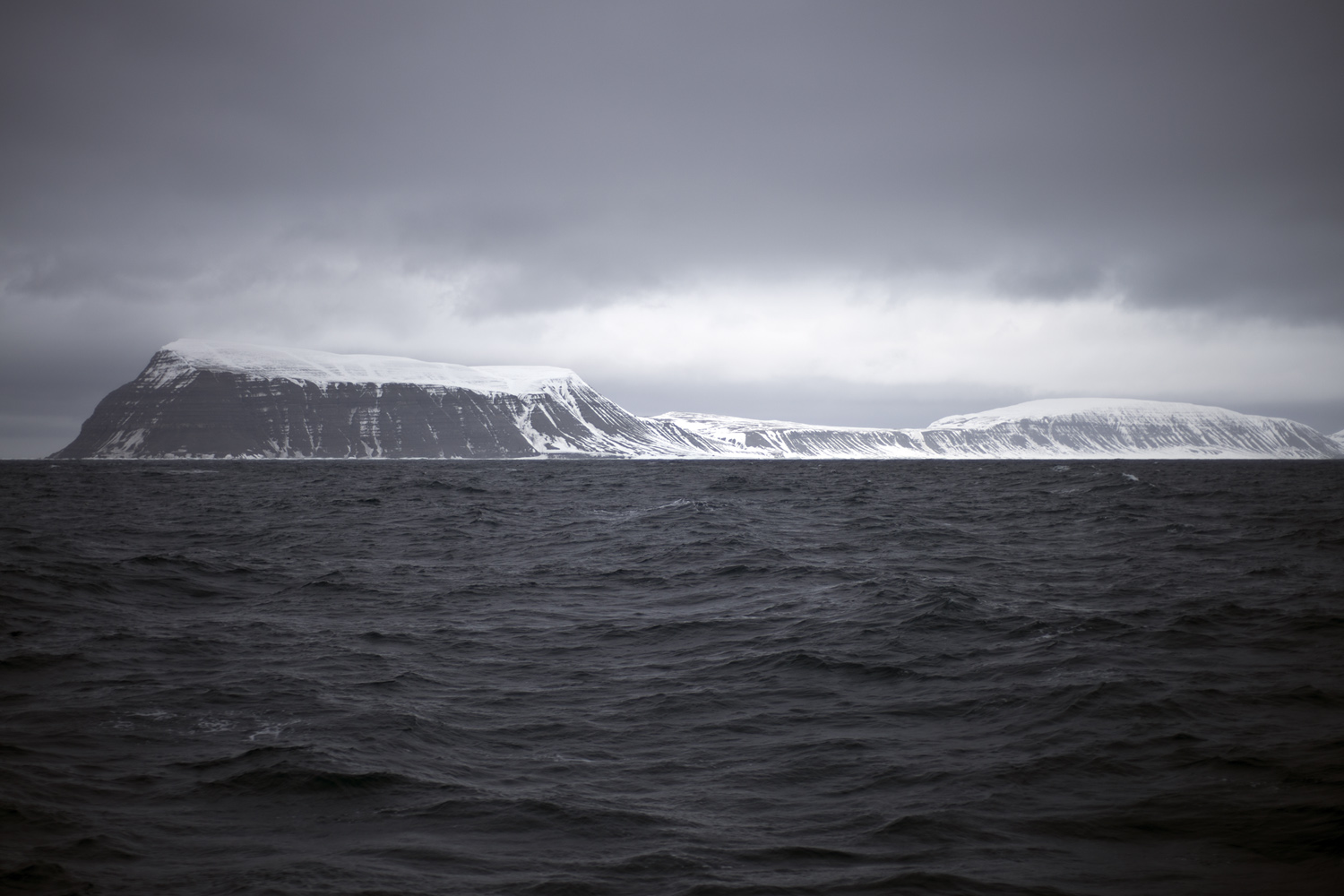
Найпівденніша точка, Мис Тора, і найвища точка, Гора Іверсена (370 м), вид із півдня